# Chahida Ben Fraj Bouraoui
Pour les articles homonymes, voir Bouraoui.
Chahida Ben Fraj Bouraoui, née le 1er septembre 1960 à Monastir, est une ingénieure et femme politique tunisienne.
Elle possède un diplôme d'ingénieur spécialisée en génie civil. À partir de 2005, elle est directrice de la formation des administrations au sein du ministère de l'Équipement. À partir de 2004, elle est membre du conseil d'administration de la Société nationale immobilière de Tunisie.
Du 24 décembre 2011 au 29 janvier 2014, elle est secrétaire d'État à l'Habitat auprès de Mohamed Salmane, ministre de l'Équipement et de l'Environnement. Candidate lors des élections législatives de la même année sous les couleurs d'Ennahdha, elle est élue députée à l'Assemblée des représentants du peuple dans la circonscription de Monastir.